# Ensuès-la-Redonne
Ensuès-la-Redonne (Occitan: En Suá la Redona) là một xã ở tỉnh Bouches-du-Rhône, thuộc vùng Provence-Alpes-Côte d’Azur ở miền nam nước Pháp.